# Tiquilia nesiotica
Tiquilia nesiotica är en strävbladig växtart som först beskrevs av John Thomas Howell, och fick sitt nu gällande namn av A. Richardson. Tiquilia nesiotica ingår i släktet Tiquilia och familjen strävbladiga växter. Inga underarter finns listade i Catalogue of Life.